# Chrysuronia brevirostris
La amazilia pechiblanca, diamante colidorado, diamante pechiblanco o  diamante de cola dorada ( Chrysuronia brevirostris) es una especie de ave apodiforme de la familia Trochilidae —los colibríes— perteneciente al numeroso género  Chrysuronia, anteriormente incluida en el género Amazilia. Es nativa del oriente de Venezuela, las Guayanas, Trinidad y el extremo norte de Brasil (Roraima).
Es un ave muy extendida y común en Trinidad y en menor medida en Venezuela. Parece ser un migrante estacional y local, aunque sus movimientos no han sido aun bien analizados. Es un ave de plantaciones, bosques y selvas. 

## Descripción
Mide aproximadamente 9 cm de largo y pesa 4.7 g. El pico negro es recto y bastante larga, de casi 2 cm. Tiene un dorso brillante de oro-verde, llegando a ser de bronce en la cola, partes inferiores blancas, y sus flancos son de color verde o blanco con manchas verdes. La cola se vuelca con púrpura-negro. Los sexos son similares.
El canto de esta especie es un Tche churring-Tche-Tche-Tche-Tche.

## Alimentación
Se alimenta principalmente de néctar, generalmente toma de flores de árboles grandes, pero a veces, también,  de pequeñas plantas como las Heliconia. También come pequeños insectos.

## Reproducción
La hembra pone sus huevos en un nido en forma de taza pequeña, construido con fibra vegetal, que coloca en una rama horizontal.

## Nombre científico
Algunas veces su género ha sido denominado Agyrtria y por otra parte, como especie fue conocida como Amazilia chionopectus y se consideraba que A. brevirostris era un sinónimo de Amazilia versicolor (la esmeralda tornasolada). Actualmente la mayoría de los expertos prefiere el nombre Amazilia brevirostris, para designar al diamante colidorado, pero algunos siguen considerando que el nombre correcto es A. chionopectus.